# Хербарт X Ауерсперг
Хербарт X Ауерсперг Турјашки ( ; (1613—1669)) био је крањски племић и заповедник Хрватске војне крајине.

## Каријера
Огулински капетан од 1650. и карловачки генерал и заповедник Хрватске крајине 1652–69. У њој је ретко боравио, па су га, међу осталима, замењивали Јурај Франкопан и од 1661. Петар Зрински. Са Зринским је долазио у сукоб због насељивања пребега (ускока) на Зринске поседе и спорио се с њим у питању делокруга заповедништва. Сукоб се заоштрио када је Ауерсперг након победе Зринског код Оточца 1663. отео овоме заробљеног Али-пашу Ченгића и када је након именовања Зринског баном 1665. тражио да му бечки двор одузме положај заменика врховног заповедника. Ауерспергове сплетке знатно су се осетиле и у зринско-франкопанској завери.